# Saropogon varians
Saropogon varians là một loài ruồi trong họ Asilidae. Saropogon varians được Bigot miêu tả năm 1888. Loài này phân bố ở vùng Cổ Bắc giới.